# Ostinato
Em música, um ostinato é um motivo ou frase musical que é persistentemente repetido numa mesma altura.  A ideia repetida pode ser um padrão rítmico, parte de uma melodia ou uma melodia completa.
Basso ostinato (também chamado de baixo ostinato; em inglês "ground bass") é uma parte do baixo ou linha do baixo que se repete continuamente como um ostinato enquanto a melodia, e possivelmente a harmonia feita sobre ele, se altera. Foi desenvolvido já no Século XIII e usado com frequência da era barroca em diante.
- Anon. em "My Ladie Carey's Dompe";
- John Blow usou em sua ópera: Venus and Adonis, no seu  finale do "II Ato";
- Monteverdi em L'incoronazione di Poppea, aria, "Ma che dico, o Poppea";
- Jean-Baptiste Lully em Amadis, final chorus;
- Handel, em Suites para cravo; Susanna, coro da abertura;
- Bach, durante o "Crucifixus", na Missa em Si menor. O baixo ostinato sustenta o processo de imitação;
- Bach, Sonatas e Partitas para violino solo;
- Henry Purcell, em, "Dido's Lament" (O Lamento de Dido) de Dido and Aeneas (o baixo ostinato num simples tempo binario);
- Beethoven nas suas 32 Variações em Do menor WoO 80;
- Ravel, em Trio em Lá menor para piano, violino e violoncelo, 3º movimento;
- Hindemith, em Quarteto de cordas No. 4, Op. 32, último mov.;
- Arthur Honegger, Synfonia No. 2, segundo mov.;
- Schoenberg em Pierrot Lunaire, No. 8, "Nacht"
- Stravinsky em Histoire du Soldat (passagens de ostinato), "A Sagração da Primavera"
- Webern Passacaglia para Orquestra, Op. 1

Em música popular, muitos riffs para baixo podem ser vistos como uma versão moderna do baixo ostinato. Dois exemplos são as canções Money, do Pink Floyd (de The Dark Side of The Moon - 1973) e  Planet Caravan, do Black Sabbath.
No jazz, os ground basses mais discutidos são os executados por Miles Davis em All Blues ( do álbum Kind of Blue) e por Wayne Shorter na sua composição Footprints (tornado famoso no álbum Miles Smiles).

## Características
Estritamente falando, o ostinato é uma repetição exata, mas, no uso comum, o termo cobre a repetição com variação e desenvolvimento musical. O musicólogo Robert Rawlings define o ostinato como qualquer padrão melódico ou rítmico que é repetido persistentemente. Nessa definição, padrão implica ser a recorrência antes reconhecível que ser uma repetição exata. Os conceitos gerais podem ser aplicados às técnicas quase-ostinato ou tipo ostinato sem que haja simetria rítmica ou repetição regular, e alguns têm considerado a técnica dos doze tons uma extensão ou um exemplo específico de ostinato.
Os ostinati estão para a música clássica assim como os riffs estão para a música popular. Eles tiveram um papel importante na música improvisada tanto como no jazz e na música Barroca. Sendo uma técnica favorita dos compositores contemporâneos de jazz, o ostinato é usado com frequência no jazz modal, no  jazz latino, na música africana tradicional, incluindo a música Gnawa, e no Boogie-Woogie.
Aplicável em texturas homofônicas e contrapontísticas, eles podem ser distinguidos como "esquemas repetitivos rítmico-harmônicos ", nas melodias de acompanhamento mais conhecidas, ou puramente rítmicos. O apelo que a técnica exerceu sobre os compositores de Debussy aos músicos de vanguarda até, pelo menos, os anos 1970, "em parte jaz na necessidade de unidade oriunda do virtual abandono  da progressão da função diatônica dos acordes para modelar frases e definir a  tonalidade". Similarmente, na música modal, "o caráter inflexível, repetitivo, ajuda a estabelecer e confirmar o centro modal". Sua popularidade também pode ser justificada por sua facilidade de uso e gama de aplicações,  "embora o "ostinato deva ser empregado judiciosamente, pois o uso excessivo dele pode levar rapidamente à monotonia".

## Educação musical
A abordagem Orff-Schulwerk é montada sobre um estilo de música elementar criado por Carl Orff e Gunild Keetman. Essa abordagem faz uso intensivo dos ostinati junto com bordões (um ostinato mais simples que estabelece uma métrica e um centro tonal). Estudantes, começando bem jovens, tocam o ostinato frequentemente usando percussão corporal ou xilofones. Esses bordões e ostinati podem ser improvisações feitas com a boca, com o auxílio de xilofones, ou utilizando um gravador. A abordagem de  Schulwerk é bastante popular na educação musical em todo o mundo.

## Exemplos famosos

### Música popular
Um pequena peça com um ostinato famoso pode ser encontrada na música tema do filme Tubarão composta por John Williams. Foram utilizadas duas notas da seção do baixo da escala, repetidas em vários andamentos, para expressar  as  diferentes atividades do tubarão assassino. Esse ostinato de duas notas talvez seja a música de filme mais facilmente reconhecível da história do cinema.
Outro exemplo bastante conveniente para se entender o método é a famosa canção do ABBA, "Take a Chance on Me". Nesse vídeo musical, os quatro membros do grupo são distribuídos nos quatro cantos da tela; durante a execução da canção, Benny and Björn cantam, repetidamente, "take a chance, take a chance, take a, take a chan-chance", ao mesmo tempo em que Agnetha e Frida cantam a letra da canção.
Nos gêneros tradicionais sul-africanos mbube e isicathamiya, dos quais o grupo Ladysmith Black Mambazo é intérprete, o ostinato também é comum, tendo-se como exemplos bem claros deste uso as músicas Silent Noght, Hello My Baby, Halleluya e Mbube (Wimoweh), interpretadas pelo grupo citado.
O baterista americano Terry Bozzio tem feito uso extensivo do ostinato como uma técnica  rítmica. Muitos exemplos podem ser verificados no seu vídeo educacional Melodic Drumming and the Ostinato (Bateria Melódica e Ostinato), Vol. I, II e III, bem como nos seus CDs Solo Drum Music (Música para Solo de Bateria), Vol. I e II.
A banda americana de metal progressivo Symphony X frequentemente usa a melodia como Ostinato, enquanto que a linha do baixo atua como a linha melódica.

### Jazz
Exemplos clássicos do jazz, chamados vamps, incluem So What, A Night in Tunisia, Take Five, A Love Supreme, Maiden Voyage e Cantaloupe Island.

### Música Erudita
Alguns exemplos famosos de ostinato são:
- a parte de baixo contínuo do Cânone em Ré, de Pachelbel;
- o ritmo 5/4, militar, de Marte, de Os Planetas, de Gustav Holst;
- o ostinato no Confutatis, do Réquiem em Ré menor, de Mozart, que traz consigo os lamentos do inferno.;
- o segundo movimento da Suíte S. Paulo, no qual os segundos violinos são subdivididos e tocam um padrão repetido de oito notas;
- o padrão rítmico no Bolero, de Ravel;
- a segunda seção do primeiro movimento da Sétima Sinfonia de Shostakovich, chamado de marcha inexorável ou uma máquina incontrolável, simbolizando lugubremente o avanço do exército alemão sobre a Rússia;
- o padrão harmônico da Berceuse, de Chopin;
- na música para piano "Carneirinho, Carneirão", das Cirandinhas de Villa Lobos, é evidente o ostinato que se inicia na mão direita para execução da melodia na mão esquerda e, em certo ponto, vai para a mão esquerda, passando agora a melodia para a direita. Nesta mesma coleção (Cirandinhas), o ostinado é muito utilizado em outras músicas
- na Suíte para Orquestra N.º 1, em Sol menor, Op. 7, de Anton Arensky, o tema do baixo ostinato é introduzido pelos metais e contrabaixos, desaguando elegantemente no Tema Russo;
- O Ouro do Reno, de Wagner, contém ostinatos proeminentes no leitmotif da bigorna na sua terceira e quarta cena, criando o clímax inexorável;
- ostinatos são utilizados na música do século XX para estabilizar grupos de alturas (pitches), como na Introdução e Presságio da Primavera, de A Sagração da Primavera, de Stravinsky.[1]

## História
Sendo uma estrutura acessível que permite a improvisação, o ostinato foi amplamente utilizado no período barroco. Por cerca de um século e meio, começando por volta de 1770, a técnica quase foi abandonada. Ela ressuscitou repentinamente no início do século XX com o desenvolvimento do jazz , e também se tornou o que "provavelmente seja a estrutura de acompanhamento mais típica da música do século XX" usada na música clássica em parte por causa de seu apelo neoclássico. Perto do fim dos anos 1910, os primeiros discos com gravações de jazz com ostinato foram lançados. Embora a maioria dos intérpretes desse período não fosse capaz de escrever música, as gravações que chegaram até nós provam que o jazz primitivo utilizava uma técnica similar ao ostinato. No período Nova Orleans do jazz, que terminou por volta dos anos 1920, o conceito de seção rítmica cristalizou e determinou que a improvisação coletiva voltasse a um estilo "individualizado" que se tornou a característica definitiva do swing.

## Noções similares e sinônimos
- Chacona
- Gancho
- Groove
- Lick
- Passacaglia
- Ponto pedal
- Riff
- Vamp